# Oxia Palus (MC-11)

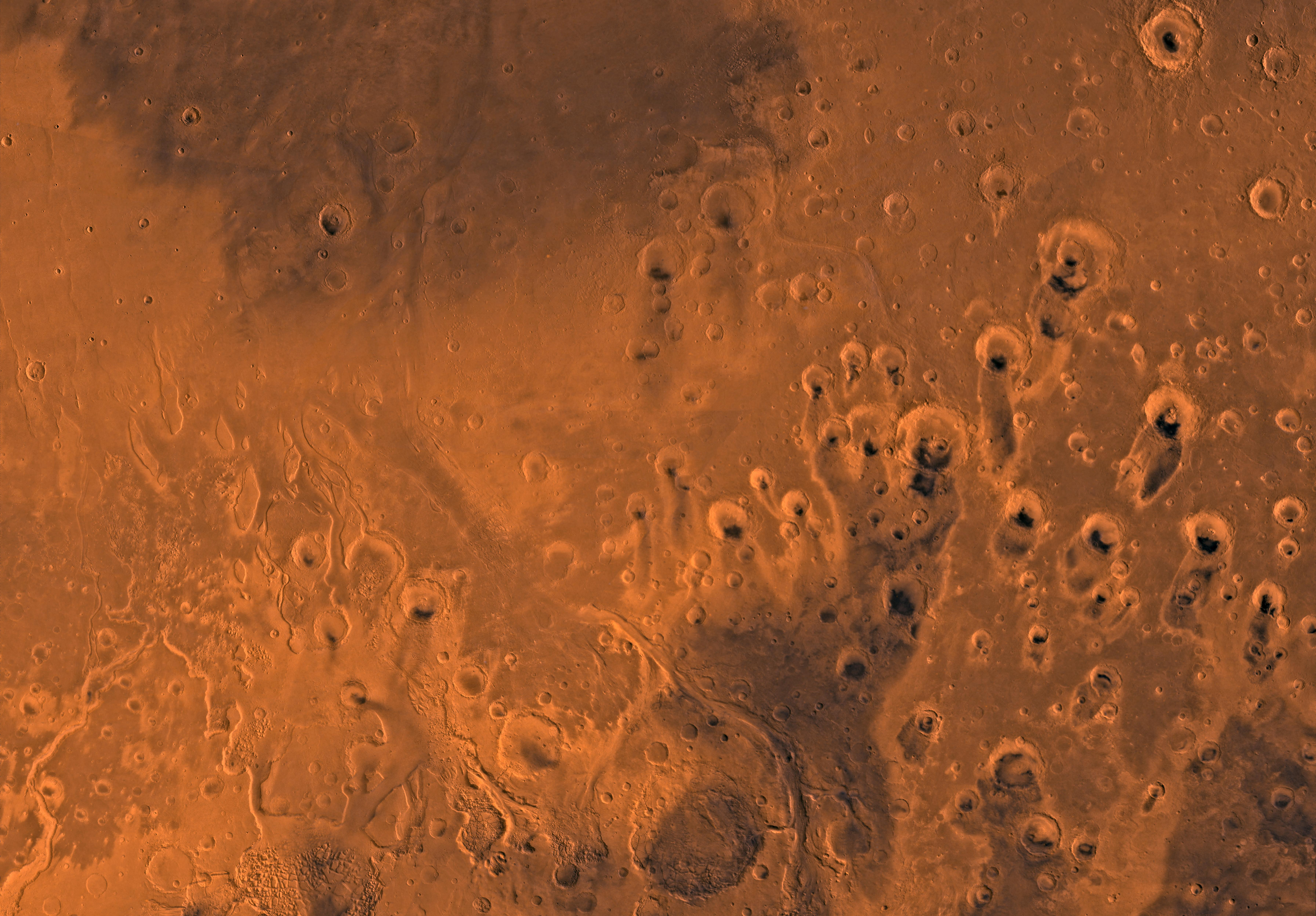
Imagen del Cuadrángulo Oxia Palus (MC-11). La región contiene tierras altas llenas de cráteres en el sureste que están atravesadas por varios grandes canales de salida que terminan en las llanuras relativamente suaves de la cuenca de Chryse en el noroeste.

El cuadrángulo Oxia Palus es uno de una serie de 30 mapas cuadrangulares de Marte utilizados por el Programa de Investigación de Astrogeología del Servicio Geológico de Estados Unidos (USGS). El cuadrilátero Oxia Palus también se conoce como MC-11 (Mars Chart-11).
El cuadrilátero cubre la región de 0° a 45° de longitud oeste y de 0° a 30° de latitud norte en Marte. Este cuadrángulo contiene partes de muchas regiones: Chryse Planitia, Arabia Terra, Xanthe Terra, Margaritifer Terra, Meridiani Planum y Oxia Planum. Mars Pathfinder aterrizó en el cuadrilátero Oxia Palus en19°08′N 33°13′O / 19.13, -33.22, el 4 de julio de 1997, en el cruce Tiu Valles y Ares Vallis.
Muchos cráteres dentro de Oxia Palus llevan el nombre de científicos famosos. Además de Galilei y da Vinci, algunas de las personas que descubrieron el átomo y la radiación son honradas allí: Curie, Becquerel y Rutherford. Mawrth Vallis fue considerado como un lugar de aterrizaje para el rover Curiosity de la NASA, el Laboratorio de Ciencias de Marte.  Llegó al menos a los dos sitios principales para la misión EXoMars 2020 Rover de la NASA. La ubicación exacta propuesta para este aterrizaje es 22,16 N y 342,05 E. 
La región de Mawrth Vallis está bien estudiada con más de 40 artículos publicados en publicaciones revisadas por pares. Cerca del canal Mawrth hay una meseta de 200 metros de altura con muchas capas expuestas. Los estudios espectrales han detectado minerales arcillosos que se presentan como una secuencia de capas. Los minerales arcillosos probablemente se depositaron en el período Noachian temprano a medio. La meteorización posterior expuso una variedad de minerales como caolín, alunita y jarosita. Más tarde, material volcánico cubrió la región. Este material volcánico habría protegido de la radiación a cualquier posible material orgánico.
Otro sitio en el cuadrángulo de Oxia Palus ha sido elegido para el aterrizaje de EXoMars 2020 en 18,14 N y 335,76 E. Este sitio es de interés debido a un sistema acuoso de larga duración que incluye un delta, posibles firmas biológicas y una variedad de arcillas.

Este cuadrilátero contiene abundante evidencia de agua en el pasado en formas tales como valles de ríos, lagos, manantiales y áreas caóticas donde el agua brotaba del suelo. Se han encontrado una variedad de minerales arcillosos en Oxia Palus. La arcilla se forma en el agua y es buena para preservar la evidencia microscópica de la vida antigua.  Recientemente, los científicos han encontrado pruebas sólidas de un lago ubicado en el cuadrángulo de Oxia Palus que recibió drenaje de Shalbatana Vallis. El estudio, realizado con imágenes de HiRISE, indica que el agua formó un cañón de 30 millas de largo que se abrió en un valle, depositó sedimentos y creó un delta. Este delta y otros alrededor de la cuenca implican la existencia de un gran lago longevo. De especial interés es la evidencia de que el lago se formó después de que se pensó que el período cálido y húmedo había terminado. Entonces, los lagos pueden haber existido por mucho más tiempo de lo que se pensaba anteriormente. Oxia Planum, una llanura situada cerca18°16′30″N 335°22′05″E / 18.275, 335.368, se informó en octubre de 2015 que era el lugar de aterrizaje preferido para el rover ExoMars. Una capa resistente a la erosión en la parte superior de las unidades de arcilla puede haber conservado evidencia de vida.

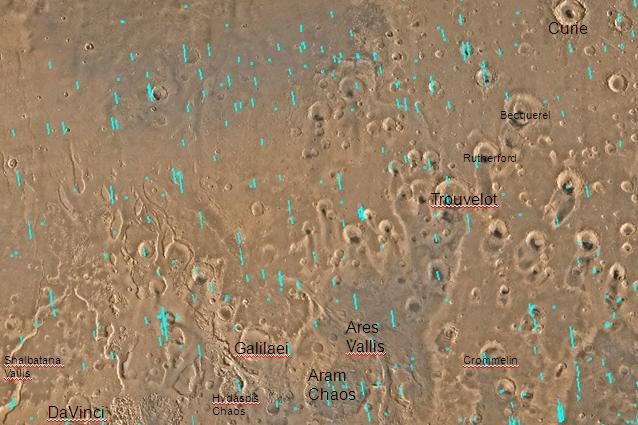
Mapa de Oxia Palus etiquetado con las principales características.
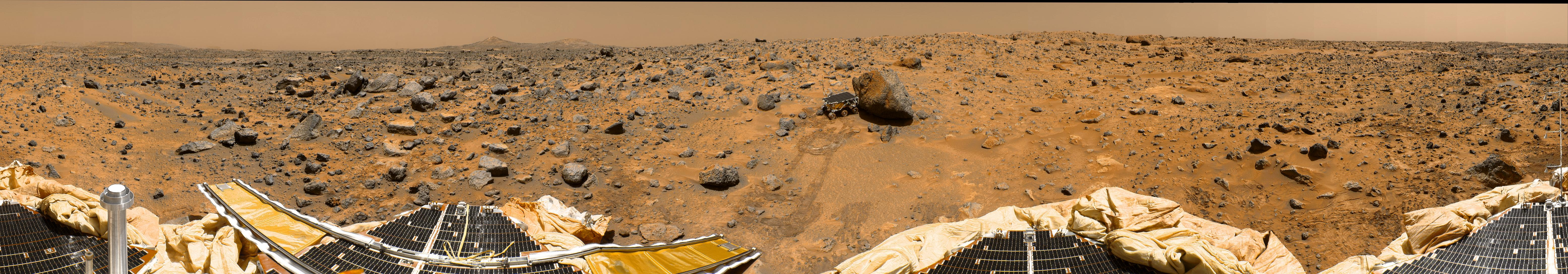
Vista desde el Mars Pathfinder.
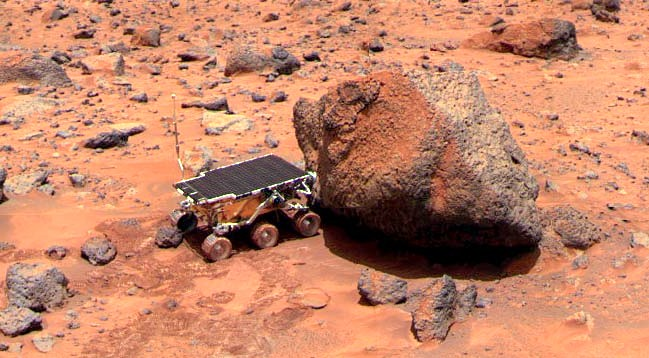
El rover Sojourner está tomando su medida del espectrómetro de rayos X Alpha Proton de Yogi Rock (NASA). Nota: Sojourner Rover era la parte móvil del Mars Pathfinder. Salió rodando del módulo de aterrizaje. Esta foto fue tomada por el módulo de aterrizaje.

## Relevancia cultural
Una gran parte de la popular película The Martian tiene lugar en el cuadrilátero Oxia Palus.

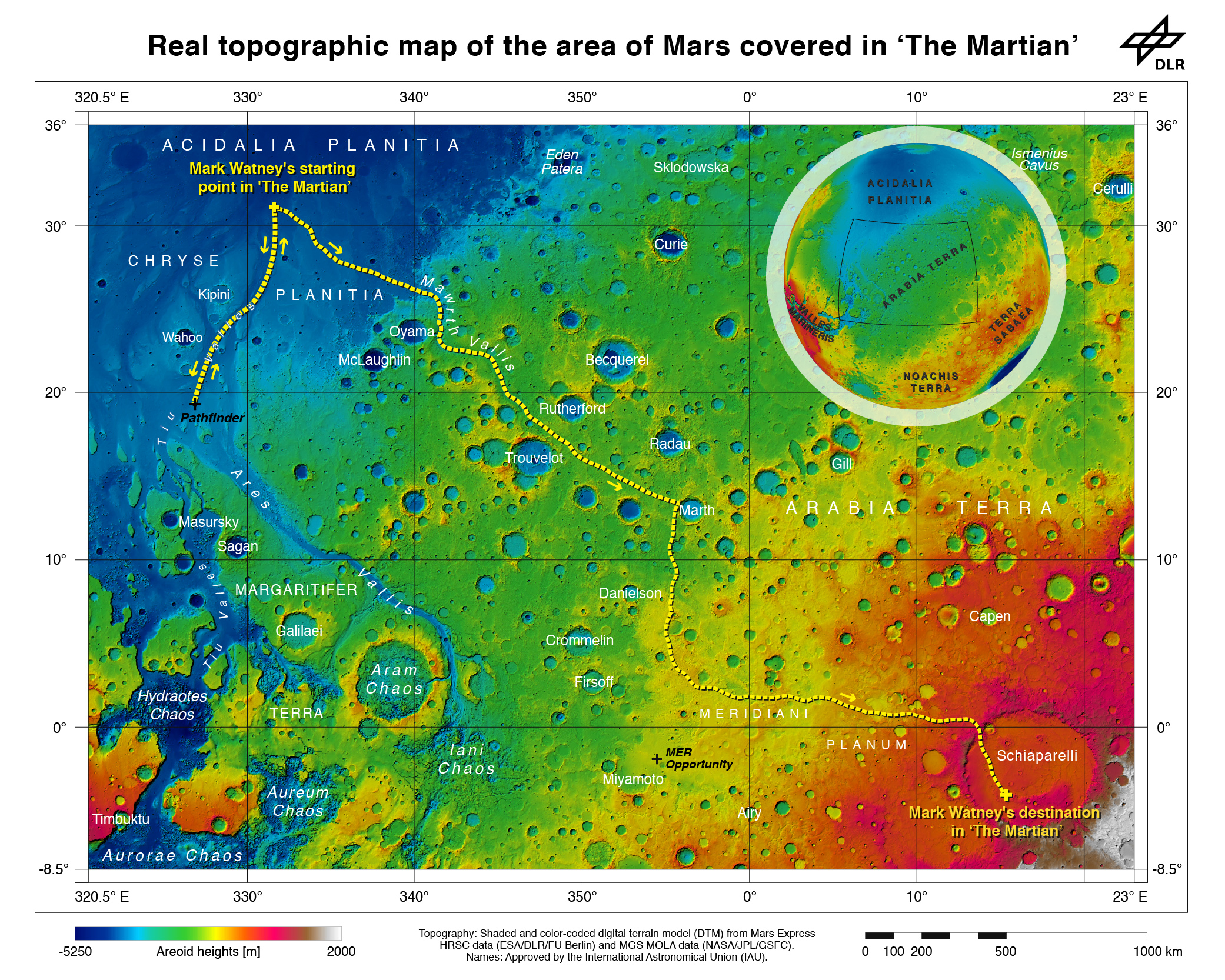
Gran parte del viaje del astronauta tiene lugar en el cuadrilátero Oxia Palus.